# Мегіддо

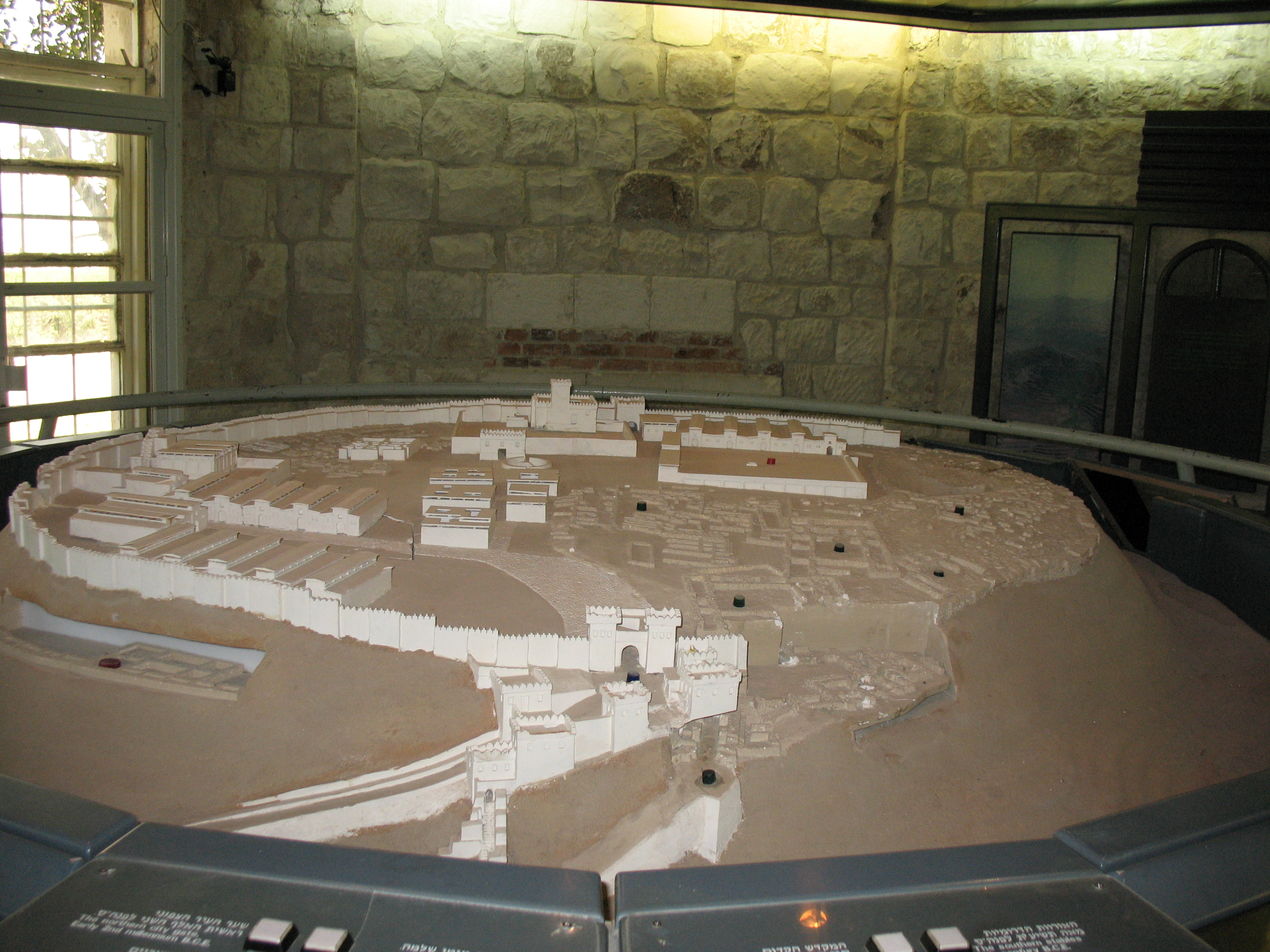
Модель стародавнього міста

Мегіддо (івр. מְגִדּוֹ чи рідше івр. מְגִדּוֹן — Мегіддон) — стародавнє місто на території сучасного Ізраїлю на заході Їзреельської долини. Наразі це пагорб з руїнами, розташованний за 35 км на південний схід від Хайфи. Місто мало стратегічне розташування — стояло на пагорбі, який панував над долиною і перекривав прохід на Ірон через який йшов так званий «морський шлях».
Зараз місце розкопок Мегіддо перетворене на заповідник, поруч нього облаштовано невеликий музей.
За християнською традицією з Мегіддо пов'язують місце, де станеться остання битва між добром та злом — Армагеддон.

## Археологія та історія

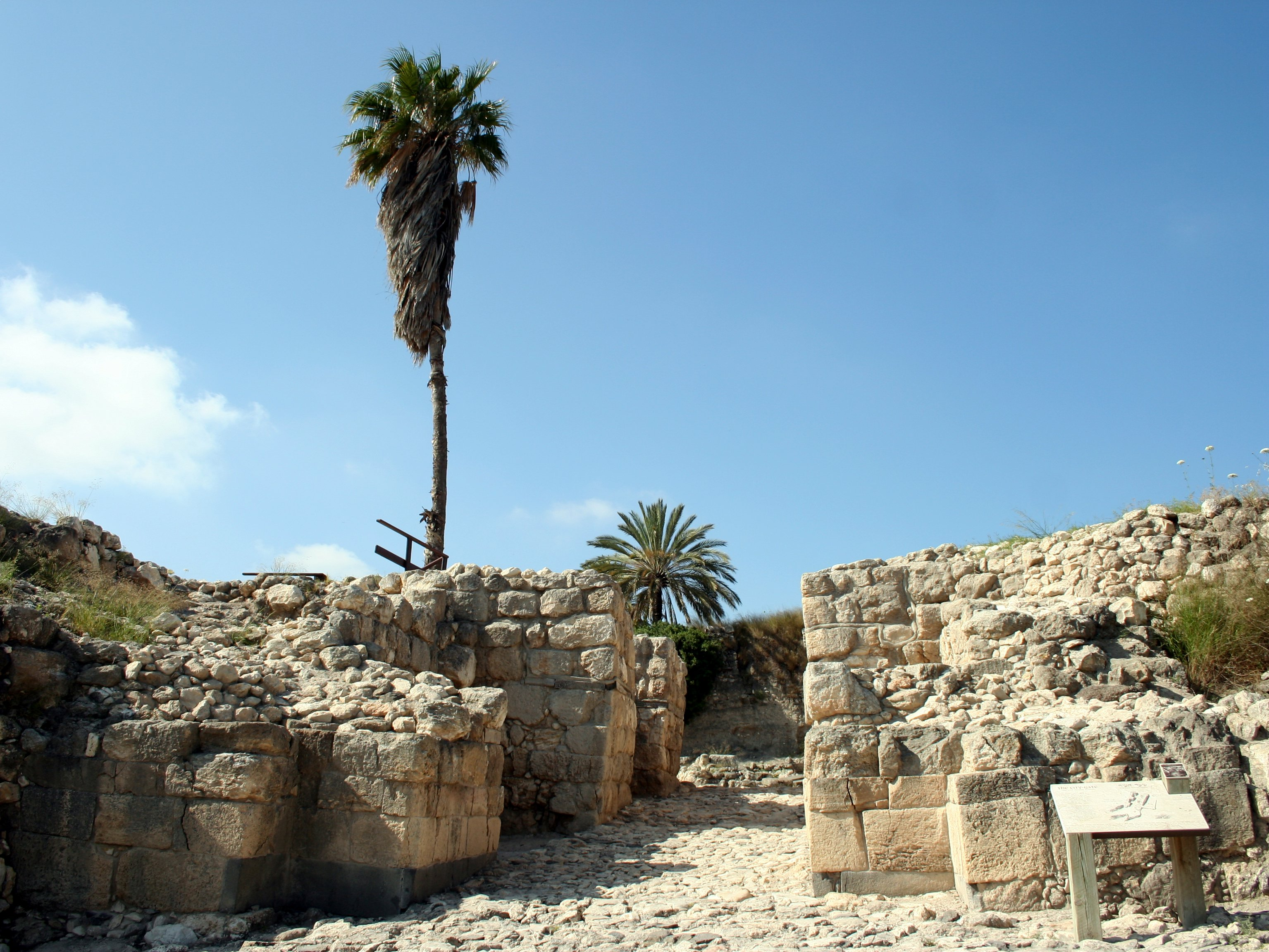
Залишки міських воріт

Археологічні розкопки в Мегіддо розпочалися в 1903—1905 роках, в 1925—1939 роках їх продовжила експедиція Чиказького інституту сходознавства. З 1960 року ряд досліджень провели ізраїльські вчені. Під час розкопок було відкрито 20 археологічних шарів, найдавніші з яких сягають доби халколіту середини IV тисячоліття до нашої ери.

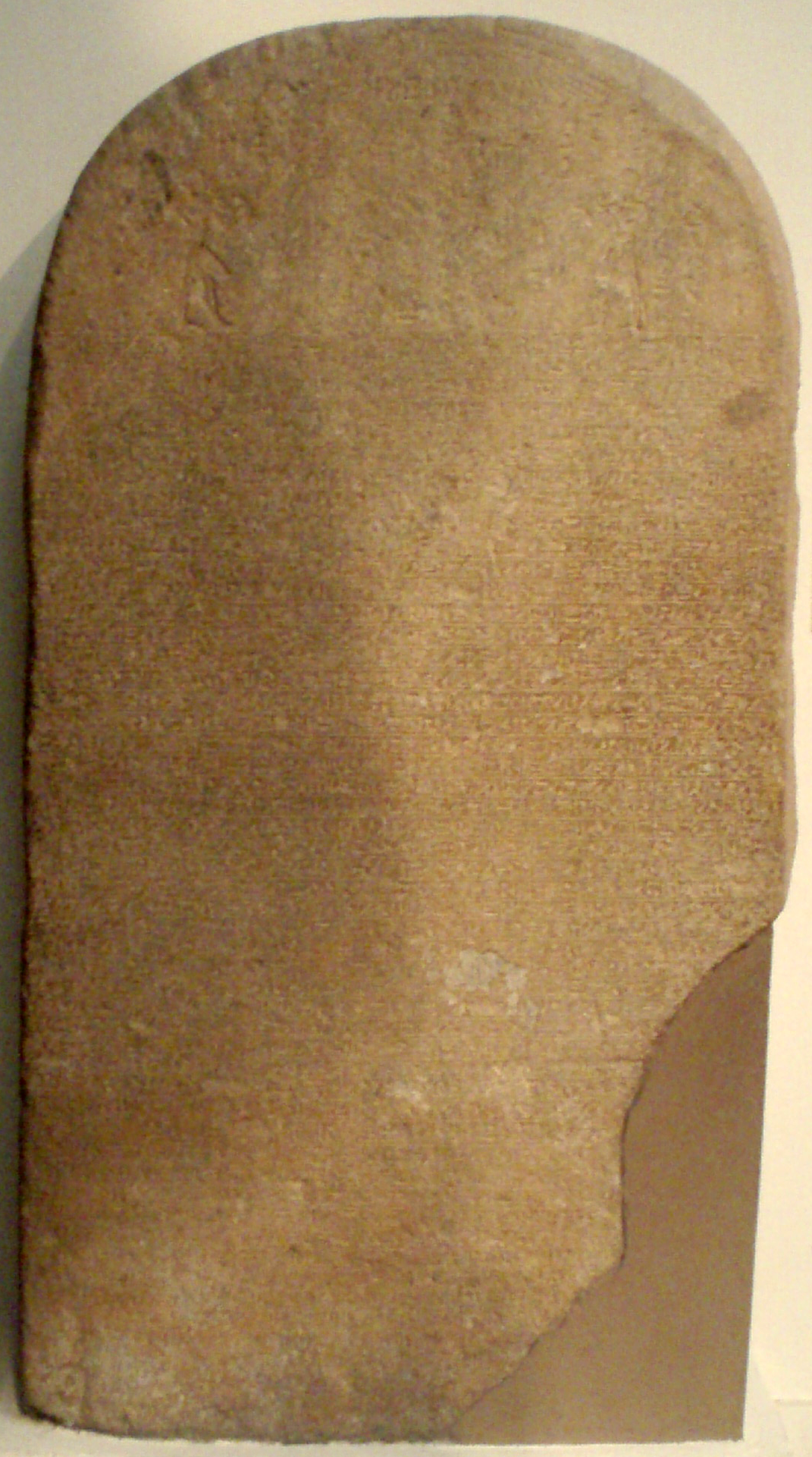
Стела Тутмоса III на якій розповідається про перемогу під Мегіддо, Бостонський музей мистецтв

В епоху ранньої бронзи (шари XIX—XVI) в Мегіддо були споруджені храми та вівтар на спеціальному узвишші, а саме місто оточене масивною стіною восьмиметрової товщини. В добу середньої бронзи (шари XV—XIII) місто спершу підлягало владі фараона, і можливо навіть було резиденцією намісника, а потім разом з усім Ханааном та Єгиптом завойоване гіксосами (шари XII—X, XVIII—XVI століття до нашої ери). Вони укріпили стіну, спорудили типовий для тих часів земляний бруствер та ворота зі сторожовими приміщеннями по боках. При розкопках великого палацу поруч з воротами знайшли ювелірні прикраси та вироби зі слонової кістки, що свідчить про торговельні зв'язки та багатство міста.

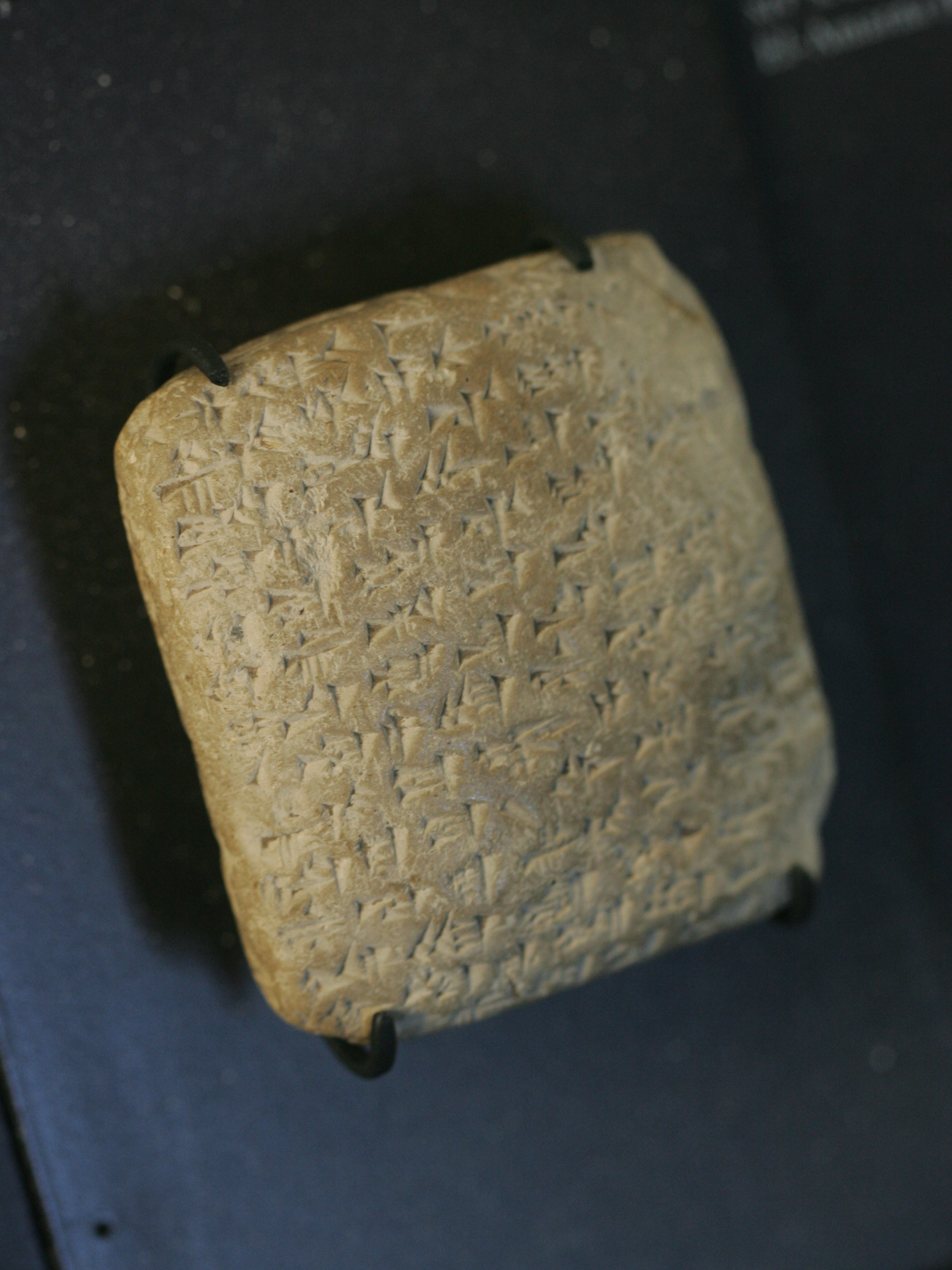
Лист з Амарнського архіву від правителя Мегіддо Бірідії

Близько 1468 року до н. е., що відповідає IX археологічному шару, фараон Тутмос III під Мегіддо розбив коаліцію ханаанських князів та хетів і після семимісячної облоги узяв місто. Аж до початку XII століття до нашої ери (шар VII) Мегіддо знову підкорялося єгиптянам. Хоч в міста був свій князь, але одночасно в ньому ж розташовувався єгипетських гарнізон та знаходився намісник. Судячи з листів з Ель-Амарни в XIV столітті до нашої ери правитель міста з індо-іранським іменем Бірідія повідомляв фараона про те, що Мегіддо загрожують хабіру та їх союзник — цар Шхему Лабайя. Пізніше місто на якийсь час захопили філістимляни.
В пізньобронзову добу (шар VII) у місті було споруджено храм дуже схожий на знайдений у Шхемі. Під підлогою палацу в одній з кімнат було знайдено багатий скарб — золото, слонова кістка, лазурит. Також було знайдено глиняні таблички з уривками епосу про Гільгамеша. Місто було зруйноване в другій половині XII століття до нашої ери і протягом XI (шар VI) було лише маленьким та неукріпленим поселенням.

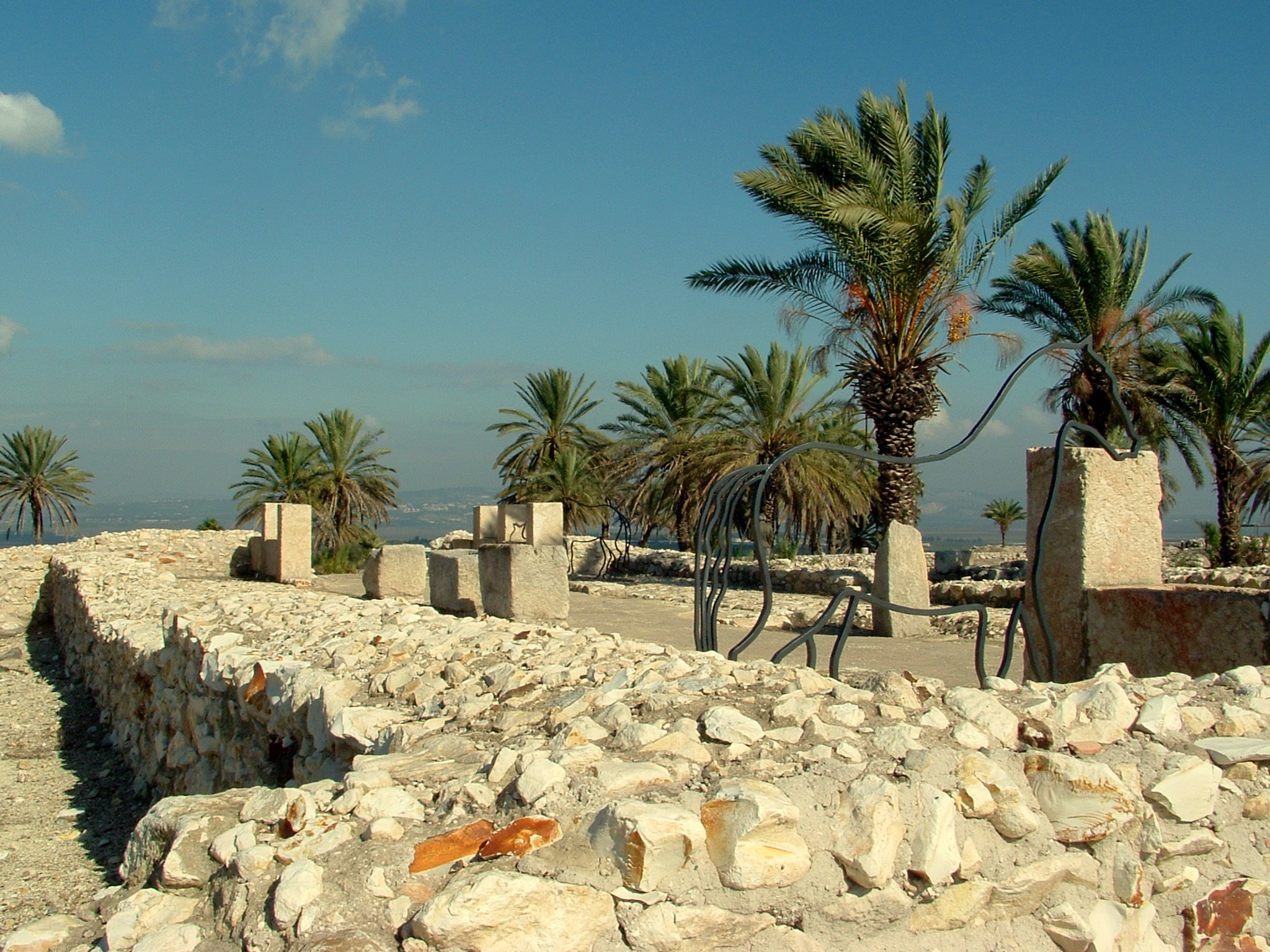
Залишки соломонових (?) конюшень

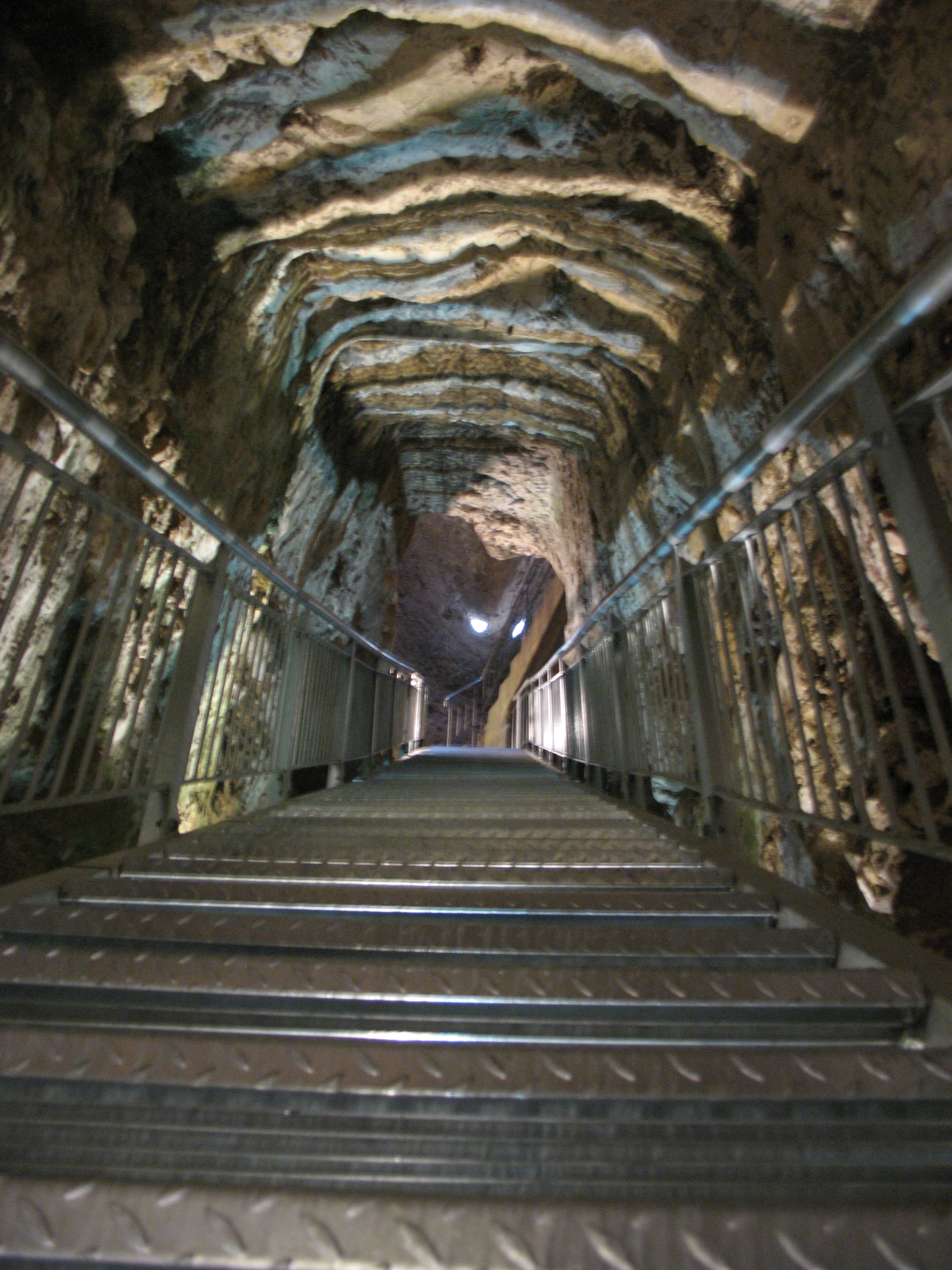
Шахта (?) водопровідної системи

За Біблією місто не було завойоване Ісусом Навином хоч той і розбив царя Мегіддо. Зазвичай перехід міста до ізраїльтян відносять до часів правління царя Давида. Цар Соломон укріпив місто і відніс його до п'ятого округу свого царства. Ворота міста, збудовані за Соломона, схожі з воротами Хацора та Гезера, спорудженими в той же час. Було знайдено великий палац з тесаного каменю, що був певно резиденцією соломонового намісника Баана Ахілудовича. В місті розташовувалося 3 комплекси з п'яти прямокутних конюшень, та один комплекс з двох. Вони займали значну частину міста і були розраховані на 492 коні. В Біблії описується, що Соломон завів на противагу пішій давидовій армій велике колісниче та кінне військо, тож за теперішніми мірками в Мегіддо розташовувалася важлива військова база. Більшість дослідників за традицією відносять спорудження конюшень до часів Соломона, але можливо, що насправді вони були створені пізніше за царя Ахава, який виставив у битві при Каркарі проти Салманасара III дві тисячі бойових колісниць. Приблизно часами Ахава датується також система секретного водопостачання міста, яка складається з тридцятиметрового спуску в шахту зі сходами двадцятип'ятиметрової глибини і яка в свою чергу вела в стодвадцятиметровий тунель в кінці якого, за межею міських укріплень, було підземне джерело.
Близько 732 року до нашої ери Мегіддо зруйнувало військо Тіглатпаласара III. Пізніше місто було відбудоване (шар ІІІ) і стало столицею ассирійської провінції що обіймала Галілею та Їзраеельську долину. Мегіддо було забудоване за єдиним планом — було споруджено дві великі громадські будівлі в ассирійському стилі, зерносховища семиметрової глибини. Шар ІІ — 630—609 роки до н. е. відносять до часів правління царя Йосії, який загинув під містом в битві проти фараона Нехо II. Останнім етапом існування давнього міста став шар І — невеличке поселення перських часів.
В 1799 році Наполеон, а в 1918 році англійський воєначальник Алленбі під Мегіддо розбили турків. У 1964 році поруч з пагорбом Мегіддо президент Ізраїлю Залман Шазар прийняв папу Павла VI.
З 1994 року Мегіддо стало предметом дворічних розкопок, проведених експедицією Тель-Авівського університету, яка на даний час знаходиться під спільним керівництвом Ізраеля Фінкельштейна, Давіда Уссішкіна та Баруха Гальперна та Еріка Г. Кляйна.